# Ready to Start
Ready to Start è un singolo del gruppo indie rock canadese Arcade Fire, pubblicato nel 2010 ed estratto dal terzo album The Suburbs.

## Tracce
- Download digitale

1. Ready to Start – 4:15

## Formazione e crediti
- Win Butler - voce, chitarra
- Régine Chassagne - cori, batteria
- Richard Reed Parry - chitarra, arrangiamento archi
- Tim Kingsbury - basso
- William Butler - tastiere, chitarra
- Sarah Neufeld - violino, cori, arrangiamento archi
- Jeremy Gara - batteria
- Owen Pallett - arrangiamento archi
- Marika Anthony Shaw - arrangiamento archi
- Arcade Fire & Markus Dravs - produzione
- Craig Silvey & Nick Launay - missaggio